# گرگ تنها و توله
گرگ تنها و توله (به ژاپنی: 連れ狼 Kozure Ōkami) یک مجموعه مانگا ژاپنی ایجاد شده توسط نویسنده کازوئو کوایکه و طراح گوسکی کوجیما است. این سری برای اولین بار در ۱۹۷۰ منتشر شده‌است، و از آن شش فیلم با بازی تومیسابورو واکایاما، چهار نمایشنامه و یک سریال تلویزیونی با بازی یوروزویا کینوسوکه اقتباس شده‌است، و به طور گسترده‌ای به عنوان یک کار مهم و با نفوذ به رسمیت شناخته شده‌است.